# Радванка (Ужгород)
Радва́нка (угор. Radvánc)— околиця м. Ужгорода (Закарпаття), де 1950 відкрито поселення VIII—XIX ст.

## Археологія
У районі живуть цигани (роми) з 1890 року. Виявлено напівземлянкові житла, уламки ліпного і кружального посуду. Вважають, що поселення належало слов'янському племені хорватів, яке жило на території Закарпаття.
Розкопки 1964 року в Радванці дали знахідки, приналежні до мустьєрської культури (кінця старішого палеоліту).

## Історія
Радванка вперше згадується в латинських документах у 1363 році у формі Радуанх. У 1415 році фігурує як Радованх. Разом з Ужгородом та іншими навколишніми селами входить до Ужгородської домінії. У 1828 році в селі 108 дворів і 472 жителі. У словнику 1839 року фігурує як «русько-угорсько-словацьке поселення» із 476 жителями, з них — 125 римо-католицького, 130 греко-католицького, 138 юдейського і 83 реформатського віросповідання. Примітністю Радванки є будинок барокового стилю з меморіальною дошкою, текст якої засвідчує, що тут народився класик угорської літератури XVII століття, поет Іштван Дєньдєші (1629—1704). На печатці кінця XVIII століття досить примітивне житло, біля якої людська постать, напис угорською мовою: «Печатка поселення Радванц».

## Виноски
1. ↑  Печатки і герби Ужгородщини: Чоп, Середнє, Добронь, Радванка, Доманинці, Дравці. Архів оригіналу за 20 січня 2010. Процитовано 28 червня 2010.